# Temporada 2020 del Campeonato de España de Rally de Tierra
La temporada 2020  fue la 38.º edición del Campeonato de España de Rally de Tierra. Comenzó el 7 de marzo con el Rally Tierras Altas de Lorca y terminó el 14 de noviembre con el Rally de Tierra de Madrid.
Esta fue la última temporada del campeonato de España de rallyes de tierra puesto que las pruebas puntuables pasaron en 2021 a formar parte del S-CER o de la Copa de España de Rallyes de Tierra.

## Calendario
El calendario inicial contaba con nueva pruebas pero varias se anularon o aplazaron debido a la pandemia de COVID-19 por lo que este se redujo finalmente a tres citas.

### Calendario inicial
| N.º | Fecha               | Prueba                                | Series |
| --- | ------------------- | ------------------------------------- | ------ |
| 1   | 6-7 de marzo        | 9.º Rallye Tierras Altas de Lorca     | S-CER  |
| 2   | 18-19 de abril      | 8.º Rally Ciudad de Pozoblanco        | S-CER  |
| 3   | 16-17 de mayo       | 7.º Rallye Terra da Auga              |        |
| 4   | 27-28 de junio      | 4.º Rally de Tierra ATK               | S-CER  |
| 5   | 26-27 de septiembre | Rallye Do Camiño Xacobeo              | S-CER  |
| 6   | 3-4 de octubre      | 23.º Rally Isla de Los Volcanes       |        |
| 7   | 17-18 de octubre    | 7.º Rally de Tierra Ciudad de Granada |        |
| 8   | 28-29 de noviembre  | Rallye Tierra de Madrid               |        |

### Calendario final
| N.º | Fecha               | Prueba                            | Series |
| --- | ------------------- | --------------------------------- | ------ |
| 1   | 6-7 de marzo        | 9.º Rallye Tierras Altas de Lorca | S-CER  |
| 2   | 25-26 de septiembre | 7.º Rallye Terra da Auga          | S-CER  |
| 3   | 14-15 de noviembre  | 1.º Rallye Madrid de Tierra       | S-CER  |

## Equipos
| Equipo                              | Automóvil               | Piloto                          | Copiloto           | Rondas            |
| Equipos oficiales                   | Equipos oficiales       | Equipos oficiales               | Equipos oficiales  | Equipos oficiales |
| ----------------------------------- | ----------------------- | ------------------------------- | ------------------ | ----------------- |
| Citroën Rally Team                  | Citroën C3 R5           | Pepe López                      | Borja Rozada       | 1-3               |
| Hyundai Motor España                | Hyundai i20 R5          | Surhayen Pernía                 | Eduardo González   | 1                 |
| Hyundai Motor España                | Hyundai i20 R5          | Francisco Antonio López Pacheco | Borja Odriozola    | 1                 |
| Equipos privados                    |                         |                                 |                    |                   |
| Escudería Motor Terrassa            | Škoda Fabia Rally2 evo  | Nil Solans                      | Marc Martí         | 1, 3              |
| Escudería Motor Terrassa            | Škoda Fabia R5          | Nil Solans                      | Marc Martí         | 1, 3              |
| Escudería Motor Terrassa            | Claudi Ribeiro          | Nil Solans                      | 2                  |                   |
| Gustavo Sosa                        | Gustavo Sosa            | Rogelio Peñate                  | 1, 3               |                   |
| Escudería Rías Baixas               | Juan Pablo Castro       | Juan José Leal                  | 1-3                |                   |
| Escudería Lagun Artea               | Gorka Eizmendi          | Diego Sanjuan                   | 1-2                |                   |
| Escudería Lagun Artea               | Gorka Eizmendi          | Diego Sanjuan                   | Ford Fiesta R5     | 3                 |
| Tineo Auto Club                     | Škoda Fabia R5          | José Luis Peláez                | Rodolfo del Barrio | 1-2               |
| Tineo Auto Club                     | Volkswagen Polo GTI R5  | José Luis Peláez                | Rodolfo del Barrio | 3                 |
| Nasser Saleh Al Attiyah             | Volkswagen Polo GTI R5  | Nasser Al-Attiyah               | Mathieu Baumel     | 2                 |
| Baporo Motorsport                   | Škoda Fabia Rally 2 Evo | Eduard Pons                     | Alberto Chamorro   | 1-3               |
| Alexander Villanueva                | Škoda Fabia Rally 2 Evo | Alexander Villanueva            | Xavier Amigó       | 1-3               |
| Escudería Maspalomas                | Ford Fiesta R5          | Juan Carlos Quintana            | Yeray Mújica       | 1-2               |
| Escudería Maspalomas                | Škoda Fabia R5          | Juan Carlos Quintana            | Yeray Mújica       | 3                 |
| Blendio                             | Citroën C3 N5           | Daniel Alonso                   | Cándido Carrera    | 1                 |
| Blendio                             | Ford Fiesta Rally2      | Daniel Alonso                   | Cándido Carrera    | 3                 |
| Blendio                             | Ford Fiesta Rally2      | Daniel Alonso                   | Salvador Belzunces | 2                 |
| Terra Training Motorsport           | Ford Fiesta Rally2      | Xevi Pons                       | Rodrigo Sanjuan    | 1                 |
| Escudería Centro                    | Škoda Fabia Rally2 evo  | Xevi Pons                       | Rodrigo Sanjuan    | 3                 |
| C.D.A. Akulu Motorsport de Donostia | Peugeot 208 R2          | Aritz Iriondo                   | Joseba Sánchez     | 2-3               |
| Ya-Car Racing                       | Peugeot 208 R2          | Óscar Palomo                    | Javier Martínez    | 1                 |
| Ya-Car Racing                       | Peugeot 208 Rally4      | Óscar Palomo                    | José Pintor Bouzas | 2-3               |

## Clasificación

### Campeonato de pilotos
| Pos. | Piloto                  | LOR | AUG | MAD | Puntos |
| ---- | ----------------------- | --- | --- | --- | ------ |
| 1.   | Nil Solans              | 1   | 1   | 2   | 108    |
| 2.   | Alexander Villanueva    | 3   | 2   | 4   | 84     |
| 3.   | Pepe López              | 2   | Ret | 1   | 70     |
| 4.   | Eduard Pons             | 5   | 5   | 7   | 65     |
| 5.   | Juan Pablo Castro       | 6   | 7   | 8   | 57     |
| 6.   | Gorka Eizmendi          | 4   | 3   | Ret | 53     |
| 7.   | José Luis Peláez        | Ret | 4   | 3   | 52     |
| 8.   | Daniel Alonso           | 13  | 6   | Ret | 29     |
| 9.   | Óscar Palomo            | 9   | 10  | 38  | 28     |
| 10.  | Aritz Iriondo           | 10  | 17  | 12  | 26     |
| 11.  | Juan Carlos Quintana    | Ret | 54  | 5   | 24     |
| 12.  | Daniel Marbán           |     |     | 6   | 21     |
| 13.  | Josep Bassas Mas        | 7   |     |     | 19     |
| 14.  | Gustavo Sosa            | 8   |     |     | 17     |
| 15.  | Felix Macías            |     | 8   |     | 17     |
| 16.  | Sergi Francolí          |     | 9   | Ret | 15     |
| 17.  | Alejandro Cachón        | 14  | Ret | 13  | 15     |
| 18.  | Daniel Berdomás         |     |     | 9   | 15     |
| 19.  | Víctor Echave           |     |     | 10  | 13     |
| 20.  | Manuel Gómez-Manzanilla | 15  |     | 15  | 12     |
| 21.  | Kevin Guerra            | 11  | Ret |     | 11     |
| 22.  | Álvaro Pérez Abeijón    |     | 11  | Ret | 11     |
| 23.  | Iñaki Tijera            | Ret | 21  | 11  | 11     |
| 24.  | Pedro David Pérez       | 12  |     |     | 9      |
| 25.  | Perfecto Calviño        |     | 12  |     | 9      |
| 26.  | Fabrizio Zaldívar       | DNQ | 13  |     | 8      |
| 27.  | Delbin García           | Ret | 14  |     | 7      |
| 28.  | Alberto Monarri         |     |     | 14  | 7      |
| 29.  | Roberto Blach jr.       |     | 15  |     | 6      |
| 30.  | Xavi Pons               | 17  |     |     | 5      |
| 31.  | Sergio Fuentes          | 16  |     |     | 5      |
| 32.  | Domingo Estrada         |     | 16  |     | 5      |
| 33.  | Josep Joan Segalas      | 18  |     | 19  | 5      |
| 34.  | Sergio Sánchez          |     |     | 16  | 5      |
| 35.  | Alberto San Segundo     |     |     | 17  | 4      |
| 36.  | Cristina Gutiérrez      |     | 18  |     | 3      |
| 37.  | Santiago García         |     | 25  | 18  | 3      |
| 38.  | Unai García             | 19  |     |     | 2      |
| 39.  | Manuel Osorio           |     | 19  |     | 2      |
| 40.  | Iván Arenas             | 20  |     |     | 1      |
| 41.  | Unai de la Dehesa       |     | 20  |     | 1      |
| 42.  | José Calvar             |     |     | 20  | 1      |

### Campeonato de escuderías
| Pos. | Escudería                   | Puntos |
| ---- | --------------------------- | ------ |
| 1.   | Esc. Motor Terrassa         | 107    |
| 2.   | Esc. Tineo Auto Club        | 79     |
| 3.   | Baporo Motorsport           | 75     |
| 4.   | Esc. Rías Baixas            | 67     |
| 5.   | Esc. Lagun Artea            | 60     |
| 6.   | Yacar Racing                | 50     |
| 7.   | Zamudio Racing Elkartea     | 46     |
| 8.   | CD Automov Akulu Motorsport | 39     |
| 9.   | Blendio                     | 36     |
| 10.  | Esc. La Coruña              | 28     |

### Campeonato de marcas
| Pos. |         | Puntos |
| ---- | ------- | ------ |
| 1.   | Peugeot | 153    |
| 2.   | Citroën | 138    |
| 3.   | Ford    | 87     |
| 4.   | Suzuki  | 34     |

### Campeonato de copilotos
| Pos. | Copilotos           | Puntos |
| ---- | ------------------- | ------ |
| 1.   | Xavi Amigo          | 84     |
| 2.   | Borja Rozada        | 70     |
| 3.   | Marc Martí          | 70     |
| 4.   | Alberto Chamorro    | 65     |
| 5.   | Juan José Leal      | 57     |
| 6.   | Diego Sanjuan       | 53     |
| 7.   | Rodolfo del Barrio  | 52     |
| 8.   | Claudio Ribeiro     | 38     |
| 9.   | Joseba Sánchez      | 26     |
| 10.  | Yeray Samuel Mújica | 24     |

### Trofeo vehículos 2RM
| Pos. | Piloto                  | Puntos |
| ---- | ----------------------- | ------ |
| 1.   | Aritz Iriondo           | 69     |
| 2.   | Óscar Palomo            | 60     |
| 3.   | Alejandro Cachón        | 46     |
| 4.   | Víctor Echave           | 41     |
| 5.   | Iñaki Tijera            | 40     |
| 6.   | Manuel Gómez-Manzanilla | 40     |
| 7.   | Sergi Francolí          | 37     |
| 8.   | Josep Bassas Mas        | 37     |
| 9.   | Daniel Berdomás         | 35     |
| 10.  | Josep Joan Segalas      | 32     |

### Trofeo vehículos R5
| Pos. | Piloto               | Puntos |
| ---- | -------------------- | ------ |
| 1.   | Nil Solans           | 100    |
| 2.   | Alexander Villanueva | 82     |
| 3.   | Pepe López           | 65     |
| 4.   | Eduard Pons          | 65     |
| 5.   | Juan Pablo Castro    | 57     |
| 6.   | Gorka Eizmendi       | 52     |
| 7.   | José Luis Peláez     | 52     |
| 8.   | Juan Carlos Quintana | 34     |
| 9.   | Daniel Alonso        | 21     |
| 10.  | Daniel Marbán        | 21     |

### Trofeo vehículos R2
| Pos. | Piloto                  | Puntos |
| ---- | ----------------------- | ------ |
| 1.   | Óscar Palomo            | 75     |
| 2.   | Aritz Iriondo           | 69     |
| 3.   | Alejandro Cachón        | 46     |
| 4.   | Víctor Echave           | 41     |
| 5.   | Manuel Gómez-Manzanilla | 40     |
| 6.   | Iñaki Tijera            | 40     |
| 7.   | Josep Bassas Mas        | 35     |
| 8.   | Sergi Francolí          | 35     |
| 9.   | Daniel Berdomás         | 35     |
| 10.  | Álvaro Pérez Abeijón    | 27     |

### Trofeo vehículos N3
| Pos. | Piloto                 | Puntos |
| ---- | ---------------------- | ------ |
| 1.   | Unai García            | 92     |
| 2.   | Pedro Manuel Hernández | 80     |
| 3.   | Josep Joan Segalas     | 70     |
| 4.   | Félix Blanco           | 46     |
| 5.   | Césas Sirvent          | 42     |
| 6.   | Francisco Montes       | 36     |
| 7.   | Germán Leal            | 36     |
| 8.   | Antonio Herrerías      | 35     |
| 9.   | Miguel Abuín           | 34     |
| 10.  | Sergio Arenas          | 32     |

### Trofeo vehículos N5
| Pos. | Piloto              | Puntos |
| ---- | ------------------- | ------ |
| 1.   | Cristina Gutiérrez  | 35     |
| 2.   | Kevin Guerra        | 35     |
| 3.   | Alberto San Segundo | 35     |
| 4.   | Daniel Alonso       | 30     |
| 5.   | Iván Arenas         | 27     |

### Trofeo pilotos femeninos
| Pos. | Piloto             | Puntos |
| ---- | ------------------ | ------ |
| 1.   | Cristina Gutiérrez | 35     |

### Trofeo copilotos femeninos
| Pos. | Copiloto               | Puntos |
| ---- | ---------------------- | ------ |
| 1.   | Eguzkiñe Enríquez      | 76     |
| 2.   | Esther Trancon         | 75     |
| 3.   | María Esther Gutiérrez | 38     |
| 4.   | Lorena Romero          | 35     |
| 5.   | María Salvo            | 35     |
| 6.   | Eva Navas              | 35     |
| 7.   | Cristina Iglesias      | 30     |
| 8.   | Eva Costas             | 30     |
| 9.   | Bárbara Gómez          | 27     |
| 10.  | Laura Triguero         | 25     |

### Trofeo júnior
| Pos. | Piloto              | Puntos |
| ---- | ------------------- | ------ |
| 1.   | Óscar Palomo        | 83     |
| 2.   | Alejandro Cachón    | 60     |
| 3.   | Josep Joan Segalas  | 52     |
| 4.   | Santiago García Paz | 46     |
| 5.   | Pepe López          | 35     |
| 6.   | Sergio Arenas       | 32     |
| 7.   | Víctor Aguirre      | 32     |
| 8.   | Fabrizio Zaldívar   | 30     |
| 9.   | Sergio López        | 30     |
| 10.  | Delbin García       | 27     |

### Trofeo pilotos sénior
| Pos. | Piloto                  | Puntos |
| ---- | ----------------------- | ------ |
| 1.   | Alexander Villanueva    | 105    |
| 2.   | Eduard Pons             | 90     |
| 3.   | Daniel Alonso           | 54     |
| 4.   | Manuel Gómez-Manzanilla | 27     |
| 5.   | José Luis Toril         | 25     |

### Trofeo vehículos históricos
| Pos. | Piloto           | Puntos |
| ---- | ---------------- | ------ |
| 1.   | Agustín Álvaro   | 60     |
| 2.   | David Vila       | 54     |
| 3.   | Alberto Luis     | 35     |
| 4.   | Álvaro Rodríguez | 35     |

### Trofeo vehículos propulsión trasera
| Pos. | Piloto           | Puntos |
| ---- | ---------------- | ------ |
| 1.   | Álvaro Rodríguez | 35     |
| 2.   | Sergio Sánchez   | 35     |
| 3.   | Asier Samaniego  | 30     |
| 4.   | Álvaro Muñiz     | 27     |
| 5.   | Samuel Vera      | 25     |